# Гао Чжуанфэй
Гао Чжуанфэй (кит. упр. 高壮飞, пиньинь Gāo Zhuàngfēi) родился 8 апреля 1932 года (三月初三/3-го числа третьего месяца по лунному календарю) в Пекине в купеческой семье. Семья владела своей винокурней, дед Мастера был главой купеческой гильдии Пекина. Отец Мастера был художником и умер, когда сыну было всего лишь три года. Одним из детских воспоминаний Мастера было коровье молоко, которое тогда было в Пекине доступно очень немногим и продавалось в одном единственном месте — в Русской духовной миссии в Пекине (нынешняя территория посольства России), где русские монахи держали коров.
Известный Мастер тайцзи стиля У (кит. 吴; Wú), представитель 5-го поколения адептов школы. Ученик выдающегося мастера тайцзи (taijiquan 太极拳, багуа (baguazhang 八卦掌) и синьи (xinyiquan 心意拳) Ван Пэйшэна (кит. 王培生). Кроме того, Гао Чжуанфэй также длительно обучался у выдающегося Мастера Ян Юйтина (кит. 杨于廷), который, как и Ван Пэйшэн принадлежал к т. н. «пяти пекинским тиграм туйшоу».
Гао Чжуанфэй по специальности врач традиционной китайской медицины, гомеопат.
Выдающийся каллиграф. Его каллиграфия вошла в сборник каллиграфии 100 лучших мастеров Китая, посвящённый столетию Дэн Сяопина.
Член Пекинской городской ассоциации ушу, заместитель постоянного председателя Пекинского городского общества исследования Тайцзицюаня стиля У городской ассоциации ушу, внесён во «Всемирный каталог выдающихся специалистов» (世界优秀专家人才名典).
Автор серии статей и двух книг о тайцзи: «Тысяча мыслей и сто вопросов о тайцзицюане»  и «Философия, наука и китайская медицина тайцзицюаня».
Первая книга, изданная в Пекине, состоит из двух частей: это главы, посвящённые истории тайцзи, прежде всего тайцзи семьи У (У Цзянцюаня) и ответы на вопросы об истории, теории и практике тайцзи, заданные учеником мастера Ли Цзинъу Жо Шуем.
Вторую книгу, изданную в Гонконге, Гао Чжуанфэй предварил следующими словами: «Я надеюсь, что эта книга — станет ключом, а не моей визитной карточкой». Книга посвящена глубокому анализу философии, биомеханики и практики тайцзи.
Помимо издания книг Гао Чжуанфэй записал и выпустил целый ряд видеозаписей: Тридцать семь форм тайцзи стиля У, Восемьдесят три традиционных формы тайцзи стиля У, Туйшоу (толкающие руки) тайцзи стиля У.
Гао Чжуанфэй один из лучших мастеров Китая. Его фирменным знаком всегда была тонкая и изящная парная работа, выдержанная в лучших традициях, озвученных его Учителем Ван Пэйшэном: «Если вы используете силу — это не тайцзи!»
Известный китаист Май Михайлович Богачихин писал об Учителе ГАО: «Самый для нас интересный мастер — Высокий, по имени Крепкий-Летающий. По-китайски — Гао Чжуанфэй. Мы его называем Золотое Сердце за открытость и доброжелательность. При встрече он сразу начинает что-то рассказывать и показывать, но нам не хватает знаний и умений, чтобы всё воспринять. Он по специальности врач китайской и европейской медицины, знаток традиционных лекарств, а главное — ученик знаменитого Ван Пэйшэна, нашего современника. Из его техник самая поразительная — „подвижная пустота“ (линкун).»